# Lilias Mitchell
Lilias Mitchell (* 24. März 1884 in Edinburgh; † 24. September 1940 ebenda) war eine schottisch-britische Suffragette und Aktivistin für politische und soziale Reformen.

## Leben
Mitchell wurde im Edinburgher Stadtteil Leith als Tochter von Annie Mitchell und Alexander Mitchell, einem Holzhändler, geboren.
1907 oder 1908 nahmen Mitchell und ihre Mutter an einer Frauenwahlrechtsversammlung teil, auf der Emmeline Pankhurst und Emmeline Pethick-Lawrence sprachen. Auf dieser Versammlung trat Mitchell der Women’s Social and Political Union (WSPU) bei. 1910 nahm Mitchell an einem Marsch der WSPU zum Unterhaus teil, der von der Polizei aufgelöst wurde. Sie wurde verhaftet und verbüßte eine kurze Haftstrafe im Holloway Prison. Von 1911 bis 1912 war sie WSPU-Organisatorin für Aberdeen. Im März 1912 beteiligte sie sich an der groß angelegten WSPU-Kampagne zum Einschlagen von Schaufenstern in London und wurde erneut verhaftet und zu vier Monaten Haft im Holloway Prison verurteilt. Sie in den Hungerstreik und wurde anschließend von den Gefängnisbehörden zwangsernährt.
Zurück in Aberdeen machte sie mit Aktionen wie dem Bemalen aller Flaggen auf dem Balmoral-Golfplatz in den WSPU-Farben Lila, Weiß und Grün und einer Auseinandersetzung mit Premierminister H. H. Asquith auf dem Platz des Royal Dornach Golf Clubs auf das Frauenwahlrecht aufmerksam.  Danach wurde sie WSPU-Organisatorin für Newcastle upon Tyne, bevor sie im Juli 1913 nach Birmingham geschickt wurde. Dort verübten sie und Mary Richardson Anfang 1914 einen Bombenanschlag auf einen Bahnhof am Rande der Stadt. Im Mai 1914 wurde sie wegen Landfriedensbruchs verhaftet und ins Winson Green Prison eingeliefert. Sie trat erneut in den Hungerstreik. Auf Grundlage des sogenannten Cat and Mouse Acts wurde sie  entlassen, um ihre Gesundheit wiederherzustellen, und im Juni 1914 erneut verhaftet.
Nach dem Ersten Weltkrieg setzte Mitchell ihre politischen und sozialreformerischen Aktivitäten fort. Sie war Mitglied der Edinburgh Women Citizens Association und schrieb für The Scotsman, außerdem war sie Ehrensekretärin des Child Assault Protest Committee, Sekretaärin für Ost-Schottland für die League of Nations Union, und Sekretärin der schottischen Division der Young Women’s Christian Association.
Mitchell starb 1940 an einem Herzleiden.